# Wapen van São Paulo (staat)

Wapen van São Paulo

Het wapen van São Paulo werd op 29 augustus 1932 door de Braziliaanse staat São Paulo aangenomen als wapen. In 1948 werd het wapen herbevestigd.

## Symboliek
Het wapen symboliseert het zwaard van de apostel Paulus, recht en het bewaken van de grondwet van de staat São Paulo. Paulus is tevens de patroonheilige van de naar hem vernoemde staat. Hiermee is het wapen een sprekend wapen. Naast het zwaard staan de letters S en P: São Paulo's initialen. Op het wapen is een krans van een eikentak (moed) en een van laurier (overwinning of glorie) geplaatst.
Om het schild heen is nog een krans geplaatst, deze bestaat uit koffietakken en is van natuurlijke kleur, de bladeren zijn groen en de koffiebessen zijn oranje. Deze symboliseren het economische belang van de koffieteelt.
Bij het uiteinde van de takken staat boven het schild een zilveren vijfpuntige ster, deze is afkomstig van de vlag van Brazilië. Op de nationale vlag staan de sterren voor de 21 staten van Brazilië. Onderaan de takken een rood lint met in zilveren letters de tekst PRO BRASILIA FIANT EXIMIA, vrij vertaald naar het Nederlands: het beste doen voor Brazilië.

## Geschiedenis
São Paolo begon als São Vicente onder koning Emanuel. In 1567 werd de provincie São Vicente verdeeld in het kapiteinschap Rio de Janeiro, in het noorden, en São Vicente, in het zuiden. In 1709 werd de kapiteinschap São Vicente veranderd in de kapiteinschap São Paulo en Minas de Ouro. 11 jaar later werd het de kapiteinschap Sõ Paul omdat Minas Gerais er vanaf gehaald werd. In 1821 werd São Paolo een provincie van het Koninkrijk Brazilië, later Keizerrijk Brazilië, in 1853 werd de provincie Paraná afgesplitst. Omdat Brazilië in 1889 een onafhankelijk land werd, werd São Paulo dat jaar een staat. 
De staat nam als laatste staat een wapen aan, dit gebeurde op 29 augustus 1932.